# Повесть о Тристане
Повесть о Тристане (бел. Аповесць пра Трышчана) — литературный памятник на западнорусском письменном языке и популярный рыцарский роман.
Повесть уникальный славянский вариант литературной обработки известной легенды, памятника западнорусской культуры XVI века. Перевод выполнен в светской среде, отличается творческим подходом к тексту и богатством западнорусского языка того времени. Версия рассказа переведена на сербохорватский, итальянский и английский языки.

## Описание
Повесть переведена во второй половине XVI в. на сербском источнике из итальянского оригинала, о чём свидетельствуют сохранившиеся в  тексте некоторые лексические итальянизмы. Сербское происхождение рассказа подтверждается также наличием в тексте ряда лексических сербизмов, отмеченных Александром Брукнером. Итальянский исследователь Э. Згамбати обнаружил, что текст не следует ни одной из известных итальянских версий. Первые три четверти текста относятся к венецианскому итальянскому тексту, а в последнем квартале текст не смог обнаружить закономерности в западных источниках. Таким образом, текст происходит из разных, частично неизвестных источников, и даже та его часть, которая представляет собой переработку венецианской версии, может быть далека от оригинала в нескольких редакциях и списках, о которых ничего не известно, кроме разницы между западнорусским и итальянским. Тексты должны были иметь промежуточный сербский перевод. В связи с тем, что первые 6 страниц рукописи сильно повреждены, публикации в квадратных скобках без оговорок содержат обновленные реконструкции, основанные на всех редакциях текста.
Перевод сохранился в Познанском рукописном сборнике, в котором есть ещё «Сказка о Баве», а в конце — «Повесть об Аттиле» и полный текст белорусско-литовской «Хроника Великого княжества Литовского и Жомойтского».

## Сюжет
Роман основан на поэтической кельтской легенде о возвышенной любви рыцаря Тристана и королевы Изольды (в белорусской редакции — Трищан и Ижота), которая веками существовала во многих литературных обработках у народов Европы.